# Haris Silajdžić
Haris Silajdžić, född 1 oktober 1945 i Sarajevo, är en bosnisk politiker.
Silajdžić var medlem av Bosnien och Hercegovinas presidentråd mellan 2006 och 2010 och utrikesminister mellan 1990 och 1993 samt landets premiärminister från 25 oktober 1993 till 30 januari 1996. Han tillhörde då det probosniska partiet SDA, Stranka Demokratske Akcije (Demokratiska aktionspartiet), som grundades 1990 av bland andra Alija Izetbegović.
Kort efter Daytonavtalets undertecknande i december 1995 valde Silajdžić att avgå från posten som premiärminister. Han gjorde det i protest mot, vad han ansåg, Izetbegovićs och SDA:s alltmer etniska framtoning. Silajdžić bildade inom kort ett eget parti, SBiH Stranka za Bosnu i Hercegovinu (Partiet för Bosnien Hercegovina), som står för ett mer demokratiskt alternativ där medborgaren istället för etniciteten står i fokus. 
Silajdžić är liksom den bosniske kroaten Željko Komšić favorit hos den probosniska väljarkåren. Presidentrådets tredje medlem är bosnienserben Nebojša Radmanović.